# Shesh i Zi

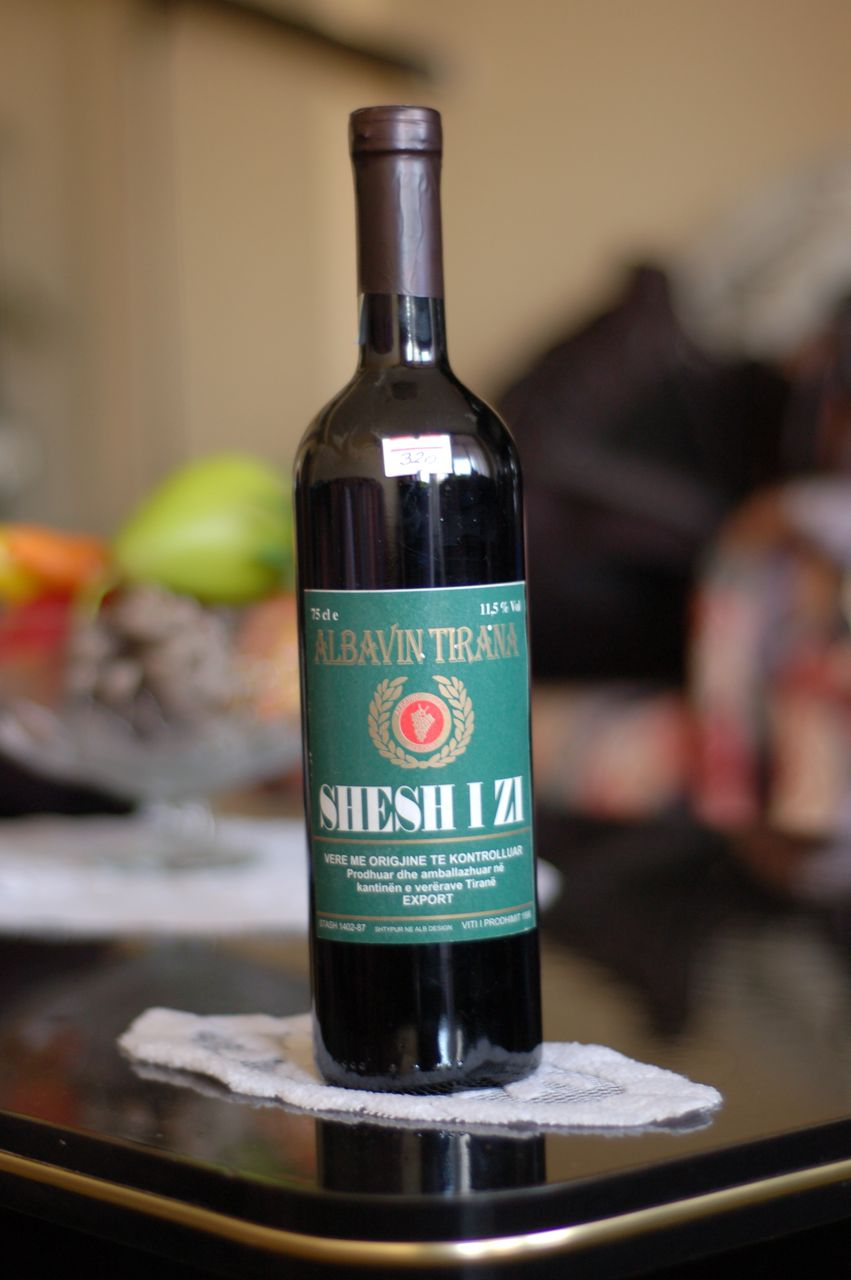

Shesh i Zi (översatt till svenska: "svart fält") är ett albanskt rött vin och en druvsort. Vinets namn kommer från Sheshfjällen precis utanför Tirana. Det rekommenderas att serveras vid 18-20 grader celsius. Det är en druva som mognar sent och ger ett milt rött vin med smak av plommon och äpplen. Den odlas väster om huvudstaden Tirana och är tillsammans med Shesh i Bardhë bland de mest odlade druvorna i Albanien. Sortens föräldrar är inte kända.